# Ettore Pastorelli
Pour les articles homonymes, voir Pastorelli.
Ettore Pastorelli (né le 24 mai 1966 à Concesio) est un coureur cycliste italien, professionnel de 1988 à 1992. Son principal titre de gloire est sa victoire sur la première étape du Tour d'Espagne en 1988.

## Palmarès
- 1987
  - Gran Premio Artigiani Sediai e Mobilieri
  - Tour d'Émilie amateurs
  - 3e de Milan-Rapallo
- 1988
  - 1re étape du Tour d'Espagne
- 1991
  - 1re et 3e étapes de l'Allied Banks Tour
- 1992
  - 6eb étape du Tour d'Argentine

## Résultats sur les grands tours

### Tour d'Espagne
3 participations
- 1988 : hors délais (6e étape), vainqueur de la 1re étape,  maillot amarillo pendant un jour
- 1989 : hors délais (5e étape)
- 1990 : abandon (17e étape)